# Parabole des talents
Pour les articles homonymes, voir Parabole et Talent.
Pour le roman d'Octavia E. Butler, voir La Parabole des talents.

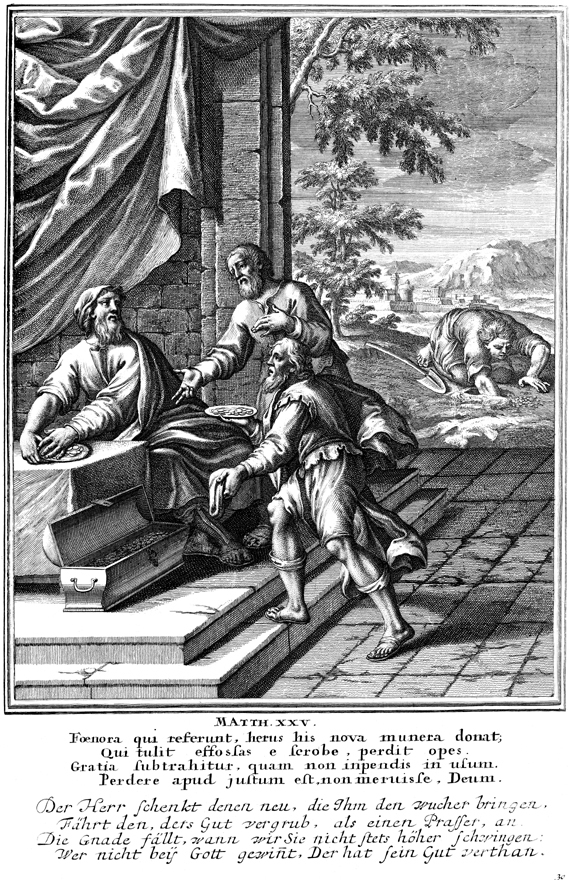
Gravure de 1712.

La parabole des Talents et la parabole des Dix mines comptent parmi les paraboles évangéliques les plus connues du monde chrétien. La première est racontée dans l'Évangile selon Matthieu 25,14-30. La deuxième, comparable, bien que légèrement différente, se trouve dans l'Évangile selon Luc 19,12-27. Elles dépeignent un maître qui gratifie des serviteurs méritants, et qui en punit un autre pour sa paresse. Cette métaphore se rapporte à celle du vrai cep (Jn 15,1-12), et au fait que le Seigneur cherche à ce que ses enfants donnent du fruit, à ce qu'ils suivent les vertus théologales et cardinales afin de partager, aider, et de faire vivre la compassion. Les deux récits évoquent également le sort des élus et le sort des damnés lors du Jugement de la fin des temps.

## Texte de la parabole des talents

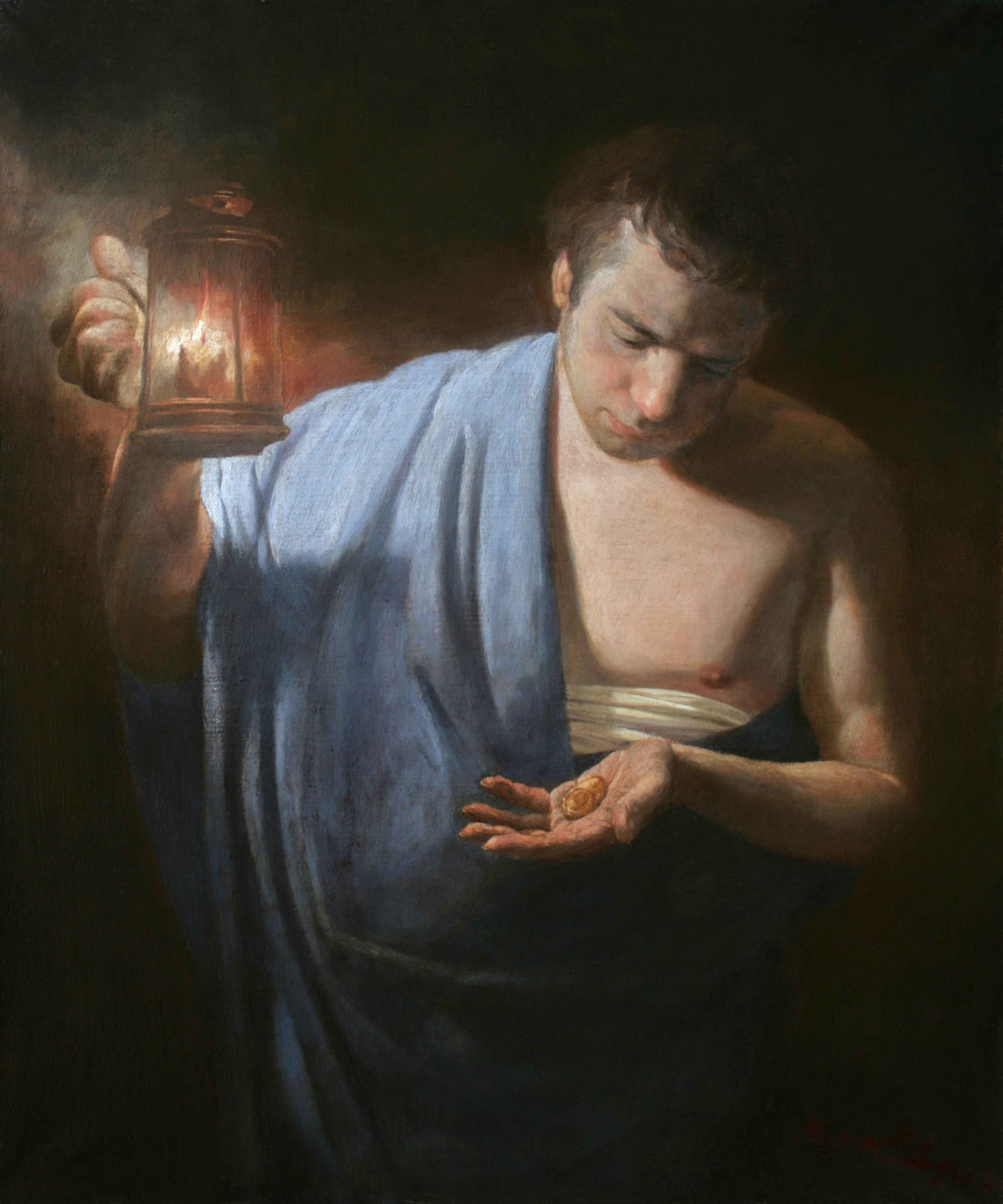
Parabole des talents, d'Andrei Mironov.

Évangile selon Matthieu, chapitre 25, versets 14 à 30 :
D'après la traduction officielle liturgique de la Bible.

« C’est comme un homme qui partait en voyage : il appela ses serviteurs et leur confia ses biens.
À l’un il remit une somme de cinq talents, à un autre deux talents, au troisième un seul talent, à chacun selon ses capacités. Puis il partit. Aussitôt,
celui qui avait reçu les cinq talents s’en alla pour les faire valoir et en gagna cinq autres.
De même, celui qui avait reçu deux talents en gagna deux autres.
Mais celui qui n’en avait reçu qu’un alla creuser la terre et cacha l’argent de son maître.
Longtemps après, le maître de ces serviteurs revint et il leur demanda des comptes.
Celui qui avait reçu cinq talents s’approcha, présenta cinq autres talents et dit : “Seigneur, tu m’as confié cinq talents ; voilà, j’en ai gagné cinq autres.”
Son maître lui déclara : “Très bien, serviteur bon et fidèle, tu as été fidèle pour peu de choses, je t’en confierai beaucoup ; entre dans la joie de ton seigneur.”
Celui qui avait reçu deux talents s’approcha aussi et dit : “Seigneur, tu m’as confié deux talents ; voilà, j’en ai gagné deux autres.”
Son maître lui déclara : “Très bien, serviteur bon et fidèle, tu as été fidèle pour peu de choses, je t’en confierai beaucoup ; entre dans la joie de ton seigneur.”
Celui qui avait reçu un seul talent s’approcha aussi et dit : “Seigneur, je savais que tu es un homme dur : tu moissonnes là où tu n’as pas semé, tu ramasses là où tu n’as pas répandu le grain.
J’ai eu peur, et je suis allé cacher ton talent dans la terre. Le voici. Tu as ce qui t’appartient.”
Son maître lui répliqua : “Serviteur mauvais et paresseux, tu savais que je moissonne là où je n’ai pas semé, que je ramasse le grain là où je ne l’ai pas répandu.
Alors, il fallait placer mon argent à la banque ; et, à mon retour, je l’aurais retrouvé avec les intérêts.
Enlevez-lui donc son talent et donnez-le à celui qui en a dix.
À celui qui a, on donnera encore, et il sera dans l’abondance ; mais celui qui n’a rien se verra enlever même ce qu’il a.
Quant à ce serviteur bon à rien, jetez-le dans les ténèbres extérieures ; là, il y aura des pleurs et des grincements de dents !” »

## Texte de la parabole des mines

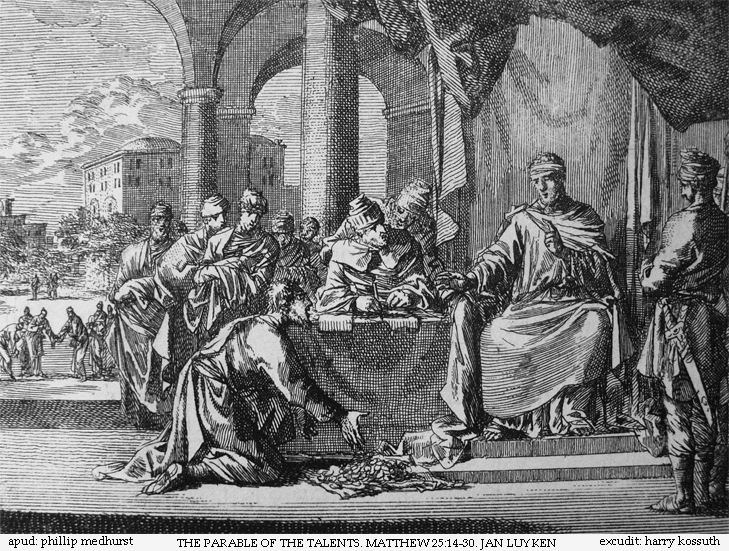
Une gravure de Jan Luyken représentant la parabole des Talents.

Le récit est proche de celui de la parabole des talents.
La conclusion de la parabole des mines, toutefois, est sensiblement différente : « Quant à mes ennemis, amenez-les ici et égorgez-les en ma présence » (Luc 19, 27). De plus, le maître a un rang royal ; son règne n'est pas sans évoquer le Règne de Dieu.
Evangile selon Luc, chapitre 19, versets 11 à 27, texte traduit par Louis Segond :

« (Luc 19, 11 - 27) 11 Ils écoutaient ces choses, et Jésus ajouta une parabole, parce qu’il était près de Jérusalem, et qu’on croyait qu’à l’instant le royaume de Dieu allait paraître. 12 Il dit donc : « Un homme de haute naissance s’en alla dans un pays lointain, pour se faire investir de l’autorité royale, et revenir ensuite. 13 Il appela dix de ses serviteurs, leur donna dix mines, et leur dit : “Faites-les valoir jusqu’à ce que je revienne.” 14 Mais ses concitoyens le haïssaient, et ils envoyèrent une ambassade après lui, pour dire : “Nous ne voulons pas que cet homme règne sur nous. 15 Lorsqu’il fut de retour, après avoir été investi de l’autorité royale, il fit appeler auprès de lui les serviteurs auxquels il avait donné l’argent, afin de connaître comment chacun l’avait fait valoir. 16 Le premier vint, et dit : “Seigneur, ta mine a rapporté dix mines.” 17 Il lui dit : “C’est bien, bon serviteur ; parce que tu as été fidèle en peu de chose, reçois le gouvernement de dix villes.” 18 Le second vint, et dit : “Seigneur, ta mine a produit cinq mines.” 19 Il lui dit : “Toi aussi, sois établi sur cinq villes.” 20 Un autre vint, et dit : “Seigneur, voici ta mine, que j’ai gardée dans un linge ; 21 car j’avais peur de toi, parce que tu es un homme sévère ; tu prends ce que tu n’as pas déposé, et tu moissonnes ce que tu n’as pas semé.” 22 Il lui dit : “Je te juge sur tes paroles, méchant serviteur ; tu savais que je suis un homme sévère, prenant ce que je n’ai pas déposé, et moissonnant ce que je n’ai pas semé ; 23 pourquoi donc n’as-tu pas mis mon argent dans une banque, afin qu’à mon retour je le retirasse avec un intérêt ?” 24 Puis il dit à ceux qui étaient là : “Ôtez-lui la mine, et donnez-la à celui qui a les dix mines.” 25 Ils lui dirent : “Seigneur, il a dix mines.” 26 Je vous le dis, on donnera à celui qui a, mais à celui qui n’a pas on ôtera même ce qu’il a. 27 Au reste, amenez ici mes ennemis, qui n’ont pas voulu que je régnasse sur eux, et tuez-les en ma présence. »

## Interprétations de la parabole des talents

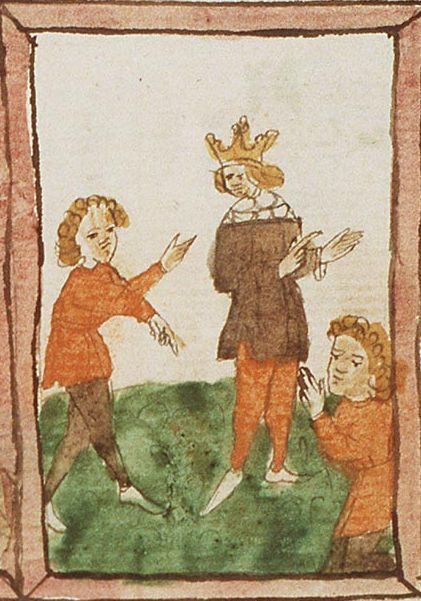
Parabole des Talents.

### Interprétations chrétiennes qui font du maître un substitut de Dieu
La parabole illustre l'obligation pour les chrétiens de ne pas gâcher leurs dons reçus de Dieu et de s'engager, malgré les risques, à faire grandir le royaume de Dieu. Le mot de talent a pris son sens depuis cette parabole.
Un prêtre, le Frère Élie, décrit ce que cette parabole ne cache qu'à demi-mot : « un jugement sera... prononcé, un jugement de salut sur ceux à qui le Seigneur a confié dons et talents à faire fructifier durant son absence.
Cette parabole de Jésus oriente donc l'attention sur le temps qui s’étend entre son ascension au ciel et son retour dans la gloire, temps où l’homme a à s’investir pour recevoir au jour du jugement la couronne du salut.» C'est donc à chacun de donner selon ses aptitudes afin d'aider son prochain. Cependant, Frère Élie va plus loin : pour lui l'homme de haute naissance est bel et bien le Christ lui-même, son retour sera alors le temps du jugement dernier, le temps du salut des âmes.
Selon saint Jean Chrysostome, il faut par ce mot de talent « entendre tout ce par quoi chacun peut contribuer à l'avantage de son frère, soit en le soutenant de son autorité, soit en l'aidant de son argent, soit en l'assistant de ses conseils par un échange fructueux de parole, soit en lui rendant tous les autres services qu'on est capable de lui rendre. » Il ajoute : « Rien n'est si agréable à Dieu que de sacrifier sa vie à l'utilité publique de tous ses frères. C'est pour cela que Dieu nous a honorés de la raison… » Cette parabole sera reprise par Jean Calvin, au XVIe siècle, pour revaloriser l'usure dans la croyance protestante.
Le troisième serviteur, devant son raté, aurait pu se présenter au maître, au lieu de l'insulter, en demandant pardon, ou même en disant que personne n'est digne d'entrer dans la joie du maître par ses propres œuvres. La seule solution est de consentir à ce que Dieu donne. « Seigneur, je ne suis pas digne, mais dis seulement une parole et je serai guéri. » Qu'aurait fait le maître ? Il aurait aussi accueilli ce serviteur.
D'autre part, ce qui est en jeu dans cette parabole, c'est la morale de la rétribution ou de la justice (à chacun selon ses mérites). Jésus la conteste parce que la grâce est réservée aux élus de Dieu ; ainsi les hommes n'accèdent pas au salut (ne gagnent pas le paradis) parce qu'ils auront œuvré en ce sens durant leur vie terrestre.
Le pape Benoît XVI a rappelé que « l'évangile a pesé sur le plan historico-social, promouvant dans les populations chrétiennes une mentalité active et entreprenante ». En citant en particulier la parabole des talents, il a souligné que le talent se réfère à un « esprit de responsabilité avec lequel nous devons accueillir le Royaume de Dieu : responsabilité envers Dieu et envers l'humanité. La mauvaise attitude est celle de la peur (...). Ceci arrive, par exemple, à celui qui, ayant reçu le baptême, la communion, la confirmation, enterre ensuite ces dons sous une couverture de préjugés, sous une fausse image de Dieu qui paralyse la foi et les œuvres, de façon à trahir les attentes du Seigneur ».

## Interprétation de la parabole des mines
Dans leur commentaire de la parabole des mines, l'exégète Daniel Marguerat et Emmanuelle Steffelk indiquent que le prince en attente de royauté représente Jésus, et que le moment où les serviteurs doivent rendre des comptes correspond au Jugement dernier. Le personnage du prince-roi assume "dans son cruel réalisme" le dicton selon lequel les riches deviennent toujours plus riches et les pauvres toujours plus pauvres ; "sa cruauté n'en reste pas là, puisqu'il fait exécuter en sa présence ses adversaires politiques (v. 27). Là encore, les mœurs politiques de l'époque se font jour".
Dans son commentaire, Paul Jorion relève: "une simple lecture du texte de la parabole dans ses deux versions, chez Mathieu et chez Luc, révèle toute l’étendue du malentendu : le maître qui admoneste son serviteur de ne pas avoir investi est un tyran méprisable."

## L'enfouissement
Dans l’Antiquité, le talent est avant tout une unité de mesure, entre autres équivalent à une masse d'argent métal ou d'or. Matthieu (25,14-26) rapporte la parabole des intendants dont l'un se borne à enfouir dans la terre le lingot confié par son maître alors que les deux autres ont fait fructifier le dépôt.
Cette parabole est expliquée de plusieurs façons mais qui tournent toutes autour de la mauvaise utilisation par un homme de ses connaissances, de sa richesse, de sa foi, etc. L'enfouissement d'un trésor spécialement spirituel est condamné par le christianisme.
Ainsi la parabole illustre l'obligation pour les chrétiens de ne pas gâcher leurs dons reçus de Dieu et de s'engager, même s'il y a risque, à faire grandir le royaume de Dieu. Le mot de talent a pris son sens figuré depuis cette parabole.